# Félix Aguirre
Félix Aguirre (Buenos Aires, virreinato del Río de la Plata, c. 1790 - Colonia del Sacramento, Uruguay, marzo de 1834) fue un militar rioplatense que ejerció como gobernador –primero efectivo y luego de forma puramente nominal– de la provincia de Misiones durante gran parte de la década de 1820.

## Biografía
Se enroló en el ejército poco antes de la Revolución de Mayo; participó en el sitio de Montevideo (1812-1814) y durante los años siguientes perteneció a la guarnición de la ciudad de Buenos Aires.
En 1820 formó parte de las fuerzas enviadas por la provincia de Buenos Aires en ayuda del gobernador de Entre Ríos, Francisco Ramírez, para enfrentar a José Artigas. Participó en la campaña contra este y en la persecución en la vecina provincia de Corrientes, que terminó con la expulsión del caudillo oriental en dirección al Paraguay.
En 1821, poco antes de iniciar su infeliz campaña contra la provincia de Santa Fe, Ramírez lo nombró gobernador de la provincia de Misiones – en ese momento formaba parte de la República de Entre Ríos – en reemplazo del guaraní Francisco Javier Sití. Tras la muerte de Ramírez, mantuvo una relativa autonomía en su provincia, que estaba parcialmente ocupada por fuerzas correntinas; las poblaciones sobre las que tenía autoridad eran los pocos pueblos misioneros con población estable, ya que la mayor parte de la población vivía en el campo, en ranchos aislados o simplemente en el nomadismo.
Envió un diputado al Congreso General de 1824, con la idea de sostener la autonomía de su provincia frente a la presión de Corrientes. Eligió para ese cargo a quien fuera su jefe en 1820, el ex gobernador de Entre Ríos, Lucio Norberto Mansilla. Este no tenía vínculo alguno con Misiones, y apoyó la constitución unitaria de 1826 y la presidencia de Bernardino Rivadavia.
Al comenzar la Guerra del Brasil se trasladó a Belén, en la margen oriental del río Uruguay, con todo su ejército. Mientras el ejército republicano hacía la campaña a Río Grande del Sur, defendió la costa del Uruguay de ataques de partidas brasileñas sueltas.
Mientras se estaba realizando esa campaña, las misiones occidentales fueron ocupadas por fuerzas correntinas en su casi totalidad. Aguirre regresó entonces a recuperarlas, pero en lugar de hacerse fuerte en territorio poblado por guaraníes, avanzó sobre el pueblo de Curuzú Cuatiá, donde fue completamente derrotado. Se retiró nuevamente a Belén, al frente de un reducido contingente, al que siguió llamando ejército; oficialmente conservó el título de Gobernador de Misiones.
Propuso al general Juan Antonio Lavalleja una campaña para reconquistar las Misiones Orientales, en poder de Brasil desde 1801. Mucho más organizados, el gobernador de la provincia de Santa Fe, Estanislao López, y el general oriental Fructuoso Rivera se le adelantaron y ocuparon las Misiones Orientales a principios de 1828.  Aguirre fue invitado a unirse a la campaña, pero rechazó la invitación por no enemistarse con Lavalleja, gobernador de la provincia que lo alojaba y comandante en jefe del ejército. No obstante, la mayor parte de sus hombres se pasó al ejército de Rivera y participó en la efímera conquista de las Misiones Orientales.
Aguirre se trasladó a Cerro Largo, donde aún acampaba el ejército de Lavalleja. Tras la independencia del Estado Oriental del Uruguay, permaneció en este, sin destino militar fijo. Al ser elegido Rivera como presidente del Uruguay, se retiró a Buenos Aires al frente de unos treinta soldados guaraníes. Allí trabajaron en los saladeros de las costas del Riachuelo, bajo la protección del financista Blas Despouy, amigo de Lavalleja.
En 1832, el gobernador Juan Manuel de Rosas lo incorporó al ejército de la provincia de Buenos Aires con el grado de coronel. Al año siguiente participó de la Revolución de los Restauradores a favor de Rosas.
En 1834 se trasladó al Uruguay junto con el general Lavalleja, que invadía su país por segunda vez con la intención de derrocar al presidente Rivera. Desembarcaron en Carmelo y Nueva Palmira, reuniendo adictos a su causa, pero fueron alcanzados y derrotados por el coronel Anacleto Medina pocos días después de su desembarco, ya que no habían tenido tiempo de reunir suficientes tropas. Lavalleja alcanzó a huir, pero el coronel Aguirre fue capturado y fusilado cerca de Colonia, en marzo de 1834.